# 小行星20852
小行星20852（20852 Allilandstrom）是一颗绕太阳运转的小行星，为主小行星带小行星。该小行星于2000年11月1日发现。

## 轨道参数
小行星20852的轨道半长轴为2.5266645 UA，离心率为0.084。